# Samsung
Samsung Group (en coreà 삼성 그룹) és un conglomerat empresarial sud-coreà. És el més gran de Corea del Sud i gaudeix de gran reconeixement en l'àmbit mundial, també és líder mundial en diverses branques de la indústria electrònica. Va començar com una companyia exclusivament d'exportacions el 1938.
Tot i ser més coneguda com una empresa electrònica, Samsung participa també en la indústria pesant, automotriu, marítima, aèria, serveis financers, serveis mèdics, assegurances de vida, productes químics, venda al públic, turisme i entreteniment.

## Història
Els començaments de Samsung van ser l'1 de març de 1938, on el president fundador Lee Byung-chu va començar el seu negoci a Daegu, Corea del Sud, que s'encarregava principalment de la venda de verdures, fruites i peix que s'exportava a Beijing i Manxúria; també va arribar a tenir els seus propis molins fariners i màquines de rebosteria per a les seves operacions de manufactura i venda. Amb els seus humils començaments la gran empresa va evolucionar convertint-se en una gran competència de manera global per a moltes altres en el tema de la tecnologia moderna.

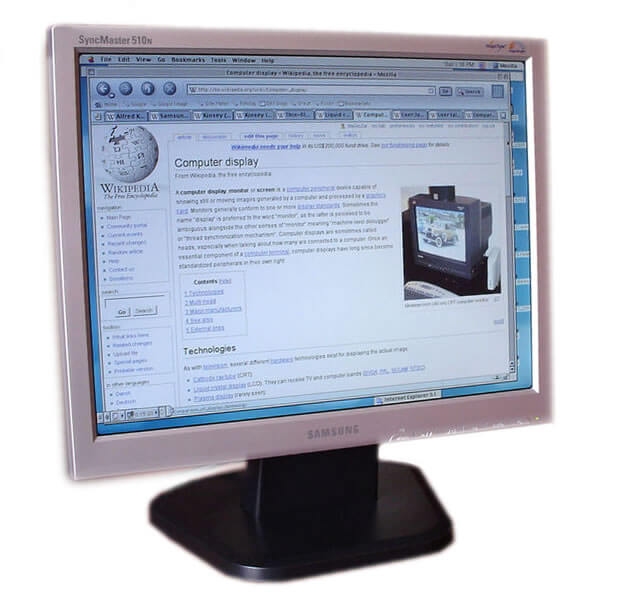
Monitor TFT LCD Samsung SyncMaster 510N mostrant la pàgina "Wikipedia"

"Samsung Electronics", fundada el 1969, és el membre més gran del Grup Samsung, que és alhora una de les companyies d'aparells elèctrics més importants del món. Fundada a Daegu, Corea del Sud, opera en al voltant de 58 països i té més de 480.000 empleats. Les seves vendes l'any 2003 van ser de prop de 101.700 milions de dòlars (uns 86.200 milions d'Euros).
Samsung Electronics és reconeguda per ser una de les 10 marques de fabricants en el món. És específicament la segona major productora del món. També coreana LG, la qual té a la venda productes de telecomunicació, electrodomèstics i pantalles.
Va ser l'empresa que va llançar la primera TV de plasma al món. Ha arribat a ser una de les companyies d'electrodomèstics de més valor en el mercat global.
Va llançar una reeixida línia de Televisors CRT anomenada Biovision.
Posteriorment van aparèixer els televisors CRT de pantalla plana Tantus.
Va crear el  DNIe  (Motor Natural d'Imatges Digitals), per a millorar la claredat i el detall de les imatges reproduïdes pels Televisors CRT, plasma i LCD.
Avui en dia, és l'empresa número 20 amb majors guanys en el món i els seus majors guanys són la venda de telèfons mòbils i xips de memòria.
Els seus productes es caracteritzen per tenir un disseny atractiu i sobri.
S-LCD Corporation, és el nom de la nova planta creada per l'aliança estratègica que es va signar el 2004 entre Sony Corporation i Samsung Electronics. Està dedicada a la fabricació de pantalles de cristall líquid per a televisors. La megaplanta ostenta el més avançat equip per a la manufactura de pantalles de cristall líquid de setena generació de 1.870 mm x 2.200 mm. A més posseeix una capacitat de producció de 60,000 panells per mes. La producció en sèrie va començar el 2005, després de les proves finals de manufactura.  'S-LCD' es va constituir com la major font de pantalles LCD per Samsung i Sony, fins al dilluns 26 de desembre de 2011, quan Samsung anuncia la dissolució de la societat, pel fet que Samsung comprés totes les accions per 1,08 bilions de wongs, l'equivalent a 935 milions de dòlars.
Samsung Galaxy Tab és la seva línia de tablets.
Samsung Smart TV és la seva línia de Televisió intel·ligent.
Samsung Link (Anomenat abans AllShare) és el nom del servei que Samsung va crear amb tecnologia DLNA que utilitzen els dispositius Samsung per compartir informació sense fil.
Samsung compta amb una botiga d'aplicacions per als seus productes que funcionen sense Android i Bada, anomenada Samsung Apps. En l'actualitat és una de les empreses més multimilionàries del món segons diverses entrevistes
En 2013, segons Booz and Company, Samsung va ocupar el segon lloc entre les empreses més innovadores del món. Samsung va gastar 10,4 milions de dòlars en 2013 per a la Recerca i desenvolupament, o 5,8% de la seva factura.

## Samsung Mobile
L'empresa de Samsung Mobile és el nom comercial de la divisió de telèfons intel·ligents de la companyia de Corea del Sud.
Els telèfons mòbils Samsung fan servir les tecnologies utilitzades pels principals operadors de telecomunicació mòbil al món: CDMA, GSM, GPRS i HSDPA.
Des 2012, Samsung domina el mercat de telèfons mòbils a nivell mundial, portant-se el 27% del mercat, seguida de la nord-americana Microsoft Mobile (11,6%) i de la també nord-americana Apple amb 10,8%. Samsung també domina el sistema operatiu Android a nivell mundial, amb un 63,3% del mercat.
El sistema operatiu de Samsung instal·lat en alguns aparells s'anomena Tizen.

## Logotips

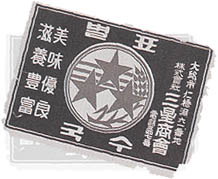
Logotip dels fideus Samsung Byeolpyo de 1938 fins a la seva substitució el 1958.
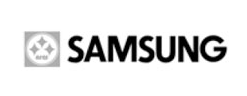
Logotip del Grup Samsung a partir de 1969 fins a la seva substitució el 1979.
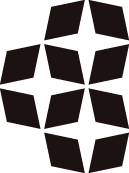
Logotip del Grup Samsung "tres estrelles" (1980-1992).
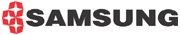
Logotip de Samsung utilitzat des de 1980 fins a 1992.
Logotip actual de Samsung des de 1993.

## Samsung Open Source

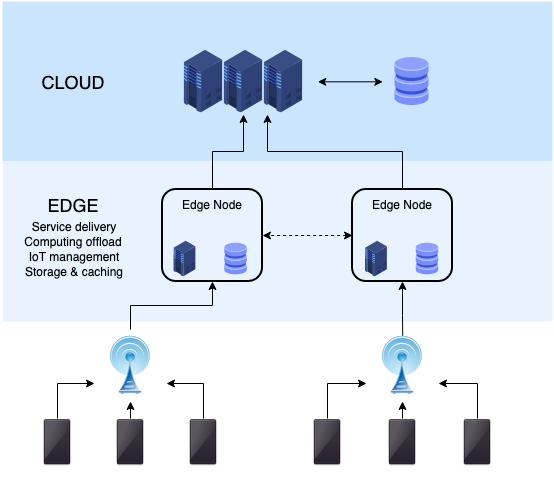
Infraestructura de l'Edge Computing.

Samsung va passar de ser un consumidor de programari de codi obert a un desenvolupador de programari i promotor del Kernel de Linux a principis de la dècada de 2010.
- Akraino. Projecte iniciat a principis del 2018 per AT&T i cedit a la Fundació Linux.[6] Procura majors nivells de flexibilitat per a escalar ràpidament els serveis de l'Edge Computing, per a la precisió en la ubicació, la navegació millorada, les actualitzacions de trànsit en temps real, les millores de seguretat i les alertes de normes de transferència.[7]
- EDGEXFoundry
- escargot
- Home Edge
- IoTivity
- Jerry Script. És un motor lleuger de Javascript escrit en C. Està constituït per dos components: un analitzador i una màquina virtual. L'analitzador realitza la traducció de l'aplicació ECMAScript d'entrada en codi de bytes que després s'executa per la màquina virtual que realitza la interpretació.[8]
- NNStreamer
- TAU-Design-Editor
- Tizen. Sistema operatiu Linux pensat per a telèfons intel·ligents, rellotges intel·ligents, televisors, automòbils o neveres. S'empra de manera específica en els dispositius per a controlar l'exercici físic i altres ordinadors corporals, sovint amb aspecte de rellotge. En aquests dispositius la interfície d'usuari a vegades rep el nom de One UI i en els televisors s'anomena Eden.[9]
- Tizen RT (Real Time). Sistema operatiu Linux basat en RTOS per a dispositius de característiques limitades com balances, focus, bombetes o termòstats. Es considera desfasat des de l'aparició de Tizen Studio 4.1.[10][11]
- Tizen Studio. Plataforma de desenvolupament que permet als desenvolupadors de programari desenvolupar, construir, depurar, perfilar i emular aplicacions natives i web Tizen.[12]

## Samsung Smart School
Samsung Smart School és un projecte coordinat per Samsung Espanya i INTEF (Instiut Nacional de Tecnologies Educatives i de formació del professorat), amb la col·laboració del Ministeri d'Educació i les CCAA.
L'objectiu d'aquest projecte és impulsar l'aprenentatge dels alumnes a través de la tecnologia en els centres públics d'Educació Primaria. Proporcionant així, als estudiants, accés a la tecnologia de l'última generació, amb la intenció de reduir la bretxa digital de les zones desfavorides a causa de la seva ubicació geográfica, de l'abandonament escolar o de l'atur.
La finalitat d'aquest projecte és aprendre a utilitzar la tecnologia a les aules de manera que es produeixi el canvi metodològic, canviant la manera d'aprendre i d'ensenyar, i treballant en projectes col·laboratius; causant doncs, una transformació positiva tant dels alumnes com del professorat.
A més a més, Samsung Smart School cada any duu a terme una investigació amb la qual s'extreuen pautes i dinàmiques que serveixen com a guies per les escoles, permetent així incorporar degudament la tecnologia a la pràctica docent diària.
Per dur a terme el projecte, Samsung España i INTEF treballen en col·laboració amb les diferents comunitats autònomes. En cada una d'elles compten amb un responsable que gestiona el projecte en els diferents centres del seu territori; i en cada centre educatiu hi ha un coordinador que dinamitza als docents participants del projecte, formant al professorat per tal d'introduir la tecnologia a l'aula de forma transparent, com una eina més d'aprenentatge.
Per poder realitzar aquest projecte, Samsung ha dut a terme la instal·lació d'aules tecnològiques als centres escolars d'Educació Primària. Aquestes aules inclouen:
- Una tauleta, degudament protegida (funda protectora), per cada alumne i professor.
- Un carretó de càrrega elèctrica, que també té la funció d'emmagatzematge de seguretat per les tauletes.
- El software per tal de gestionar Aula Samsung School, el qual ve instal·lat a les tauletes junt amb un MDM (Mobile device management) de gestió remota.
- Un dispositiu per la projecció Wireless des de les tauletes.
- Instal·lació d'una pantalla a l'aula (en aquells casos necessaris).

Aquest projecte es va iniciar el 2014, i al llarg d'aquests anys Samsung Smart School ha suposat una inversió d'uns sis milions d'euros aproximadament, ha format a més de 700 professors i a més de 4.000 alumnes de 108 aules i 40 escoles espanyoles. A més, la competència digital dels assistents s'ha vist incrementada en un 24% des del 2016.